# Muyuka
Muyuka – miasto w Kamerunie, w Regionie Nadmorskim. Liczy około 32,1 tys. mieszkańców.